# Municipio de Roome
El municipio de Roome (en inglés: Roome Township) es un municipio ubicado en el condado de Polk en el estado estadounidense de Minnesota. En el año 2010 tenía una población de 177 habitantes y una densidad poblacional de 1,89 personas por km².

## Geografía
El municipio de Roome se encuentra ubicado en las coordenadas 47°43′1″N 96°48′12″O / 47.71694, -96.80333. Según la Oficina del Censo de los Estados Unidos, el municipio tiene una superficie total de 93.61 km², de la cual 93,61 km² corresponden a tierra firme y (0 %) 0 km² es agua.

## Demografía
Según el censo de 2010, había 177 personas residiendo en el municipio de Roome. La densidad de población era de 1,89 hab./km². De los 177 habitantes, el municipio de Roome estaba compuesto por el 100 % blancos. Del total de la población el 0 % eran hispanos o latinos de cualquier raza.